# Oryx sud-african
Oryxul sud-african (Oryx gazella) este o antilopă mare din genul Oryx. Este endemică pentru regiunile uscate și sterpe din Botswana, Namibia, Africa de Sud și (părți din) Zimbabwe, locuind în principal în deșerturile Kalahari și Namib, zone în care este extrem de adaptată pentru supraviețuire.

## Descriere

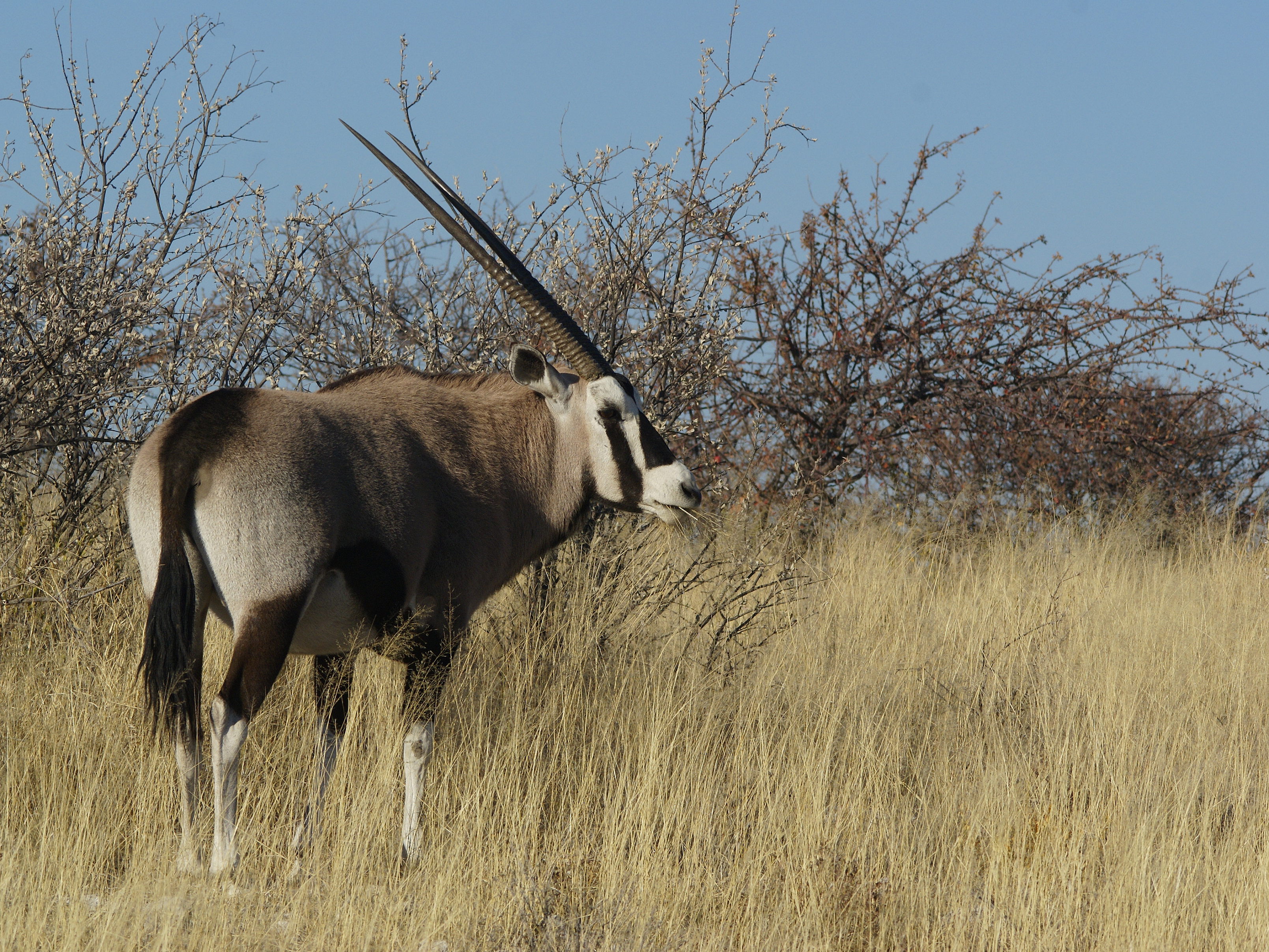
Oryx gazella

Oryxul sud-african are o culoare de la maro deschis la cafeniu, cu pete mai deschise în partea de jos a spatelui. Coada lor este lungă și de culoare neagră. O dungă negricioasă se întinde de la bărbie în jos pe marginea inferioară a gâtului, prin joncțiunea dintre umăr și picior de-a lungul flancului inferior al fiecărei părți până la secțiunea negricioasă a piciorului din spate.
Gâtul și umerii sunt musculoși, iar picioarele au „șosete” albe cu o pată neagră pe partea din față a ambelor picioare din față, iar ambele sexe au coarne lungi și drepte. Comparativ, oryxul est-african nu are o pată întunecată la baza cozii, are mai puțin negru pe picioare (deloc pe picioarele posterioare) și mai puțin negru pe flancurile inferioare. O modificare de culoare foarte rară este „oryxul auriu”, în care semnele negre ale oryxului sud-african  sunt atenuate și par a fi aurii.
Oryxul sud-african este cea mai mare specie din genul Oryx. Au o înălțime de aproximativ 1,2 metri la umăr. Lungimea corpului poate varia între 1,90 și 2,40 metri, iar coada măsoară între 45 și 90 cm. Masculii  pot cântări între 180 și 240 kg, în timp ce femelele între 100 și 210 kg.
Este vânat pe scară largă pentru coarnele spectaculoase, care au o lungime medie de 85 cm. De la distanță, singura diferență exterioară dintre masculi și femele sunt coarnele, iar mulți vânători confundă femelele cu masculii în fiecare an. La masculi, coarnele tind să fie mai groase, cu baze mai mari. Femelele au coarne ușor mai lungi și mai subțiri.
Femelele își folosesc coarnele pentru a se apăra și a-și apăra puii de prădători, în timp ce masculii își folosesc în principal coarnele pentru a-și apăra teritoriile de alți masculi.
Oryxul sud-african este una dintre puținele specii de antilope la care trofeele feminine sunt uneori mai dorite decât cele masculine. Un corn de oryx sud-african poate fi transformat într-o trompetă naturală și, potrivit unor autorități, poate fi folosit ca un corn muzical antic.

## Distribuție și habitat
Oryxul sud-african se găsește în tufișurile aride și semiaride din sud-vestul Africii, în special în jurul deșerturilor Namib și Kalahari, în Botswana, Zimbabwe, Namibia, Africa de Sud și anterior în Angola (unde este considerat dispărut).
O populație introdusă, de câteva mii de exemplare, este prezentă și în deșertul Chihuahuan, unde reprezintă o problemă pentru ecosistemul local.

## Galerie

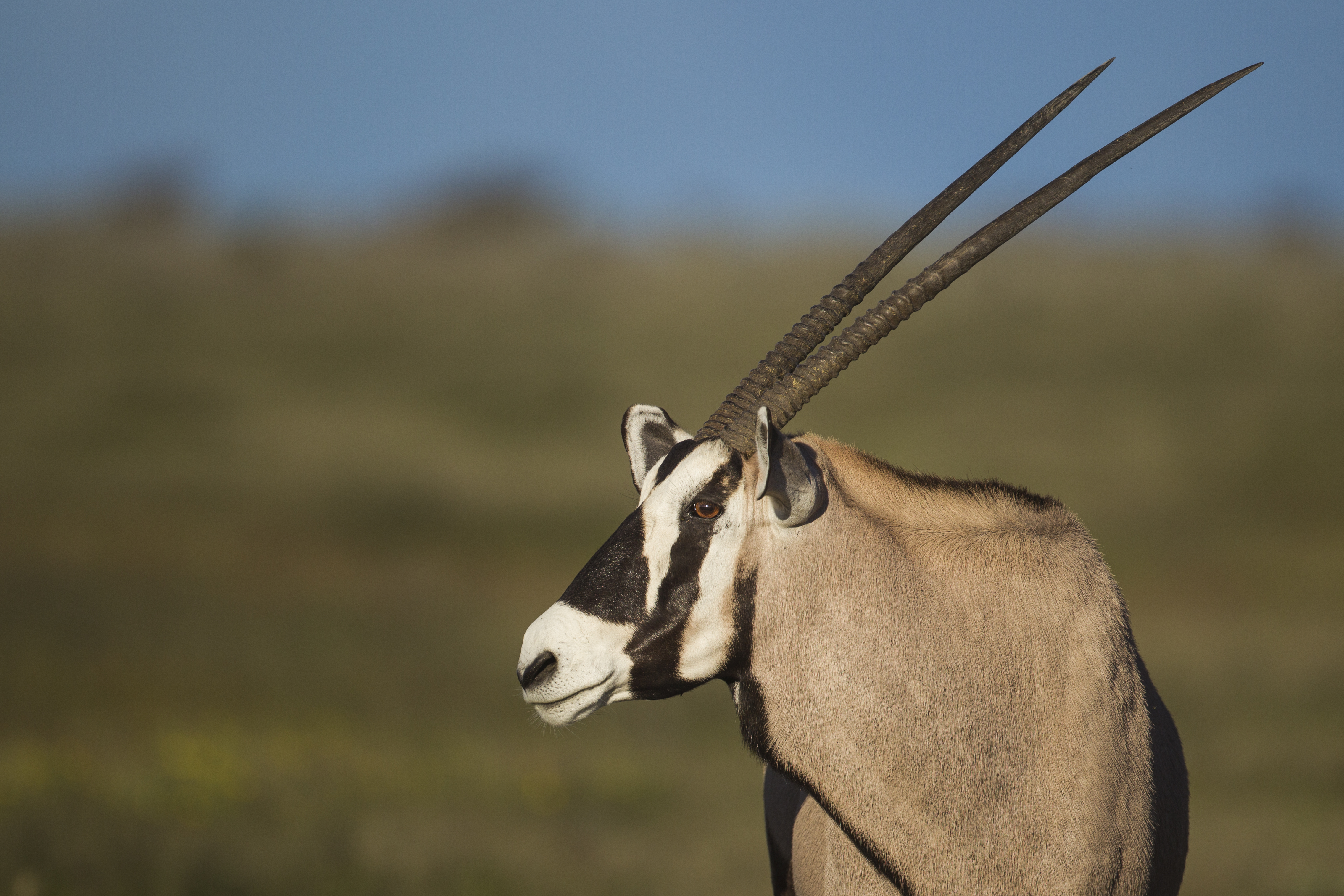
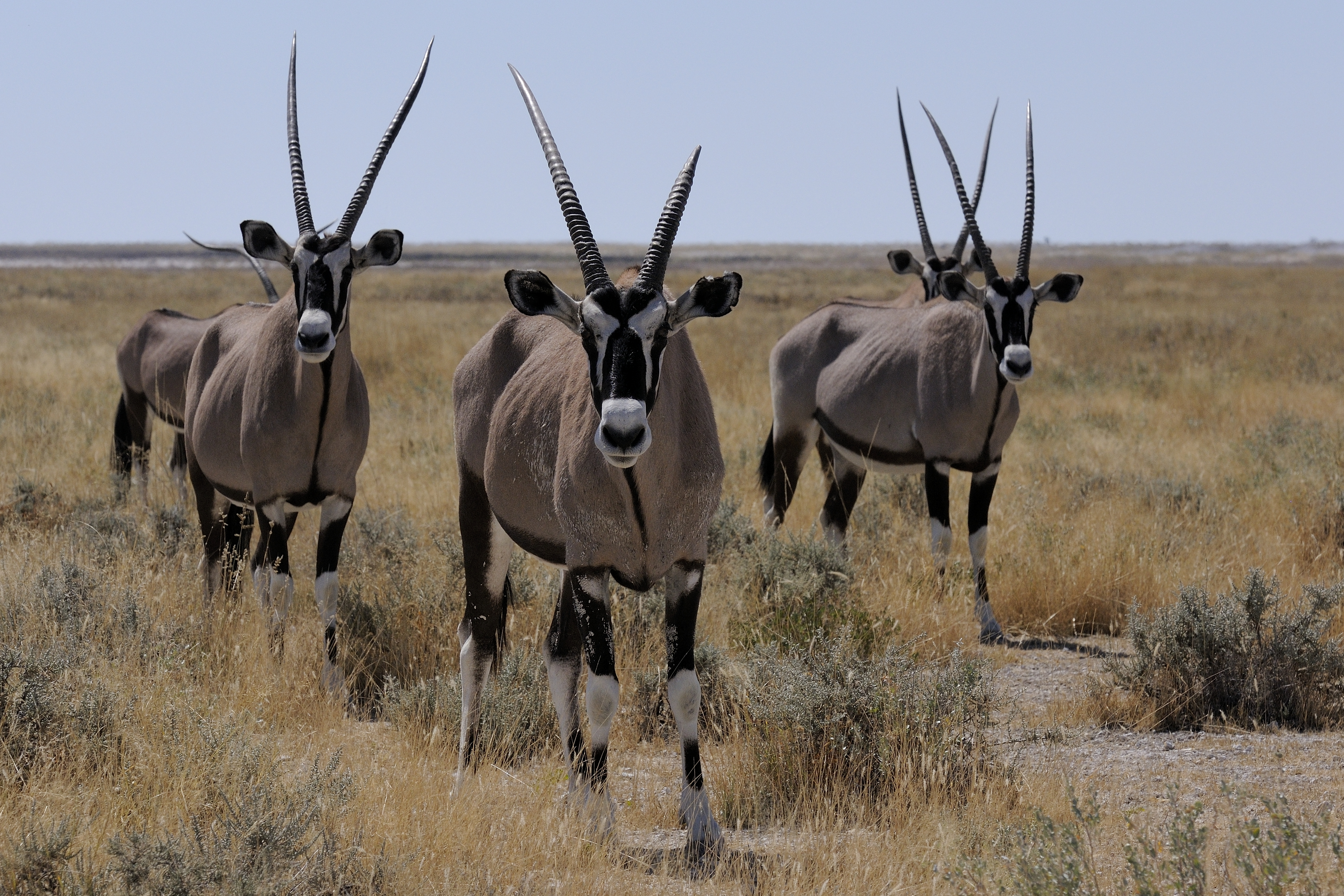
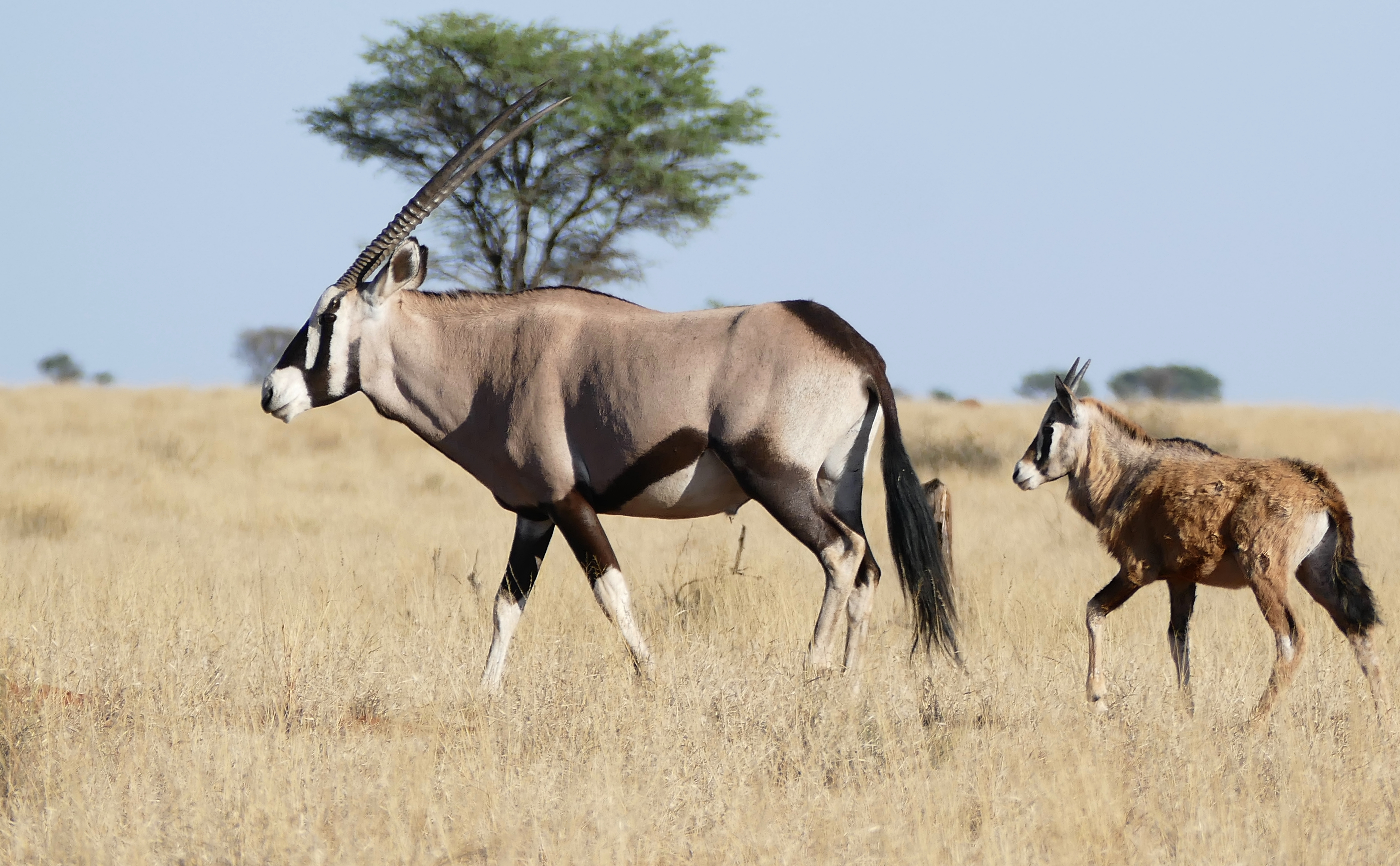
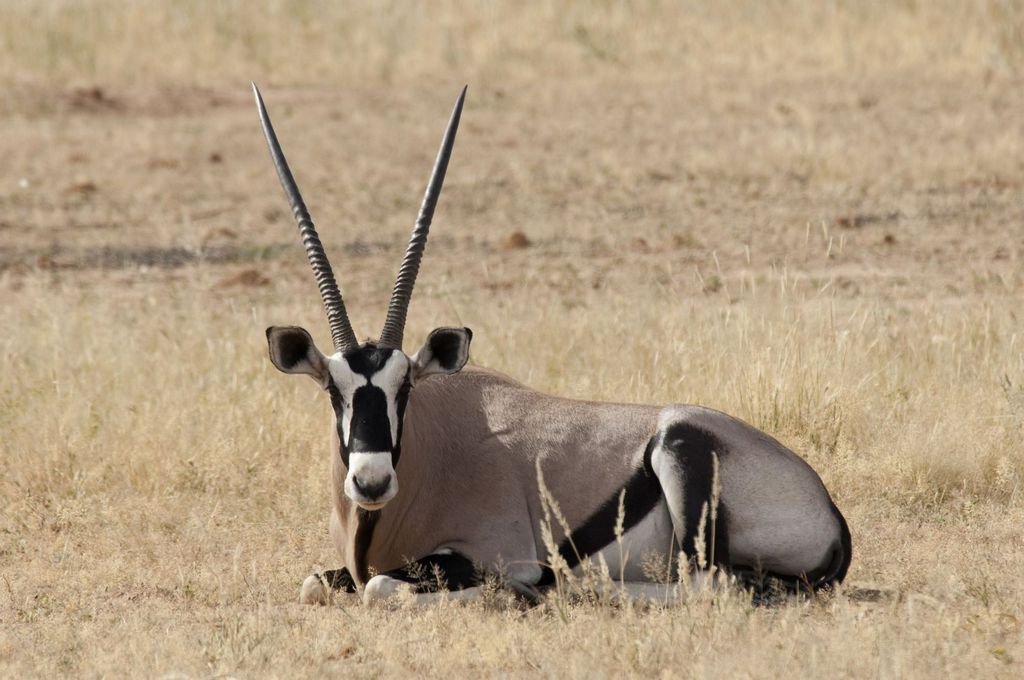
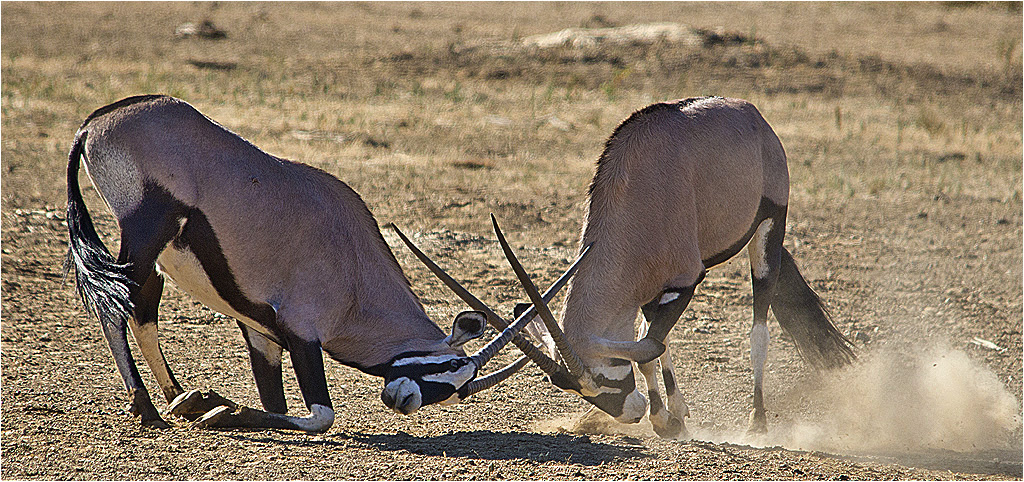
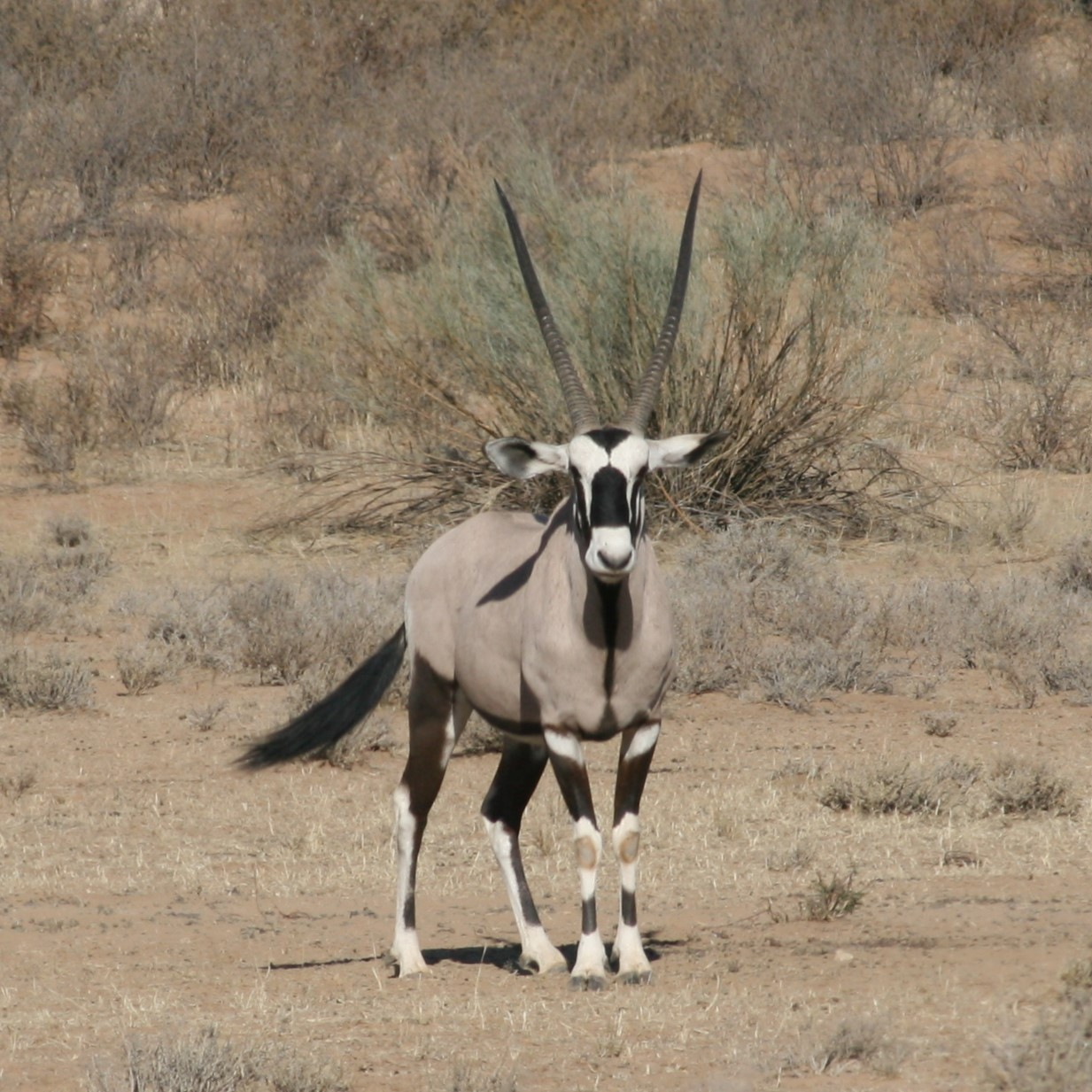